# Sédiogo
Sédiogo est une sous-préfecture dans le nord de la Côte d'Ivoire dans le District des savanes. La localité de Sédiogo est située à quelques encablures de la commune de Sinématiali. 
Sédiogo est l'une des rares sous-préfectures de Côte d'Ivoire qui ne tire pas son nom d'une localité située dans la sous-préfecture. Elle est l’une des quatre sous-préfectures du département de Sinematiali, dans la région du Poro. 
Sédiogo était une commune jusqu'en mars 2012, date à laquelle elle a été supprimée, comme 1 126 autres communes à travers le pays.
En 2014, la sous-préfecture de Sédiogo comptait environ 5 757 habitants. 
Selon les données du dernier Recensement général de la population en 2021, la sous-préfecture de Sédiogo, dont le chef-lieu est Balekaha, compte approximativement 6 600 habitants.